# 奈良教育大学の人物一覧
奈良教育大学の人物一覧は奈良教育大学に関係する人物の一覧記事。

## 歴代学長
- 落合太郎 1949-1954 - フランス文学者。奈良女子大学初代学長と兼任。
- 能勢朝次 1954-1955 - 能楽研究者・日本文学者。
- 稲荷山資生 1955-1971 - 植物学者。
- 井上智勇 1971-1977 - 西洋史学者。
- 柳澤保德 2003-2009 - 物理学者。
- 長友恒人 2009-2015 - 古文化財科学者・年代測定学者・ ESD（持続可能な開発のための教育）学者。

## 著名な教職員
- 赤井達郎 - 歴史学者。奈良教育大学名誉教授。
- 岡本定男 - 教育学者。奈良教育大学名誉教授。大阪健康福祉短期大学学長。
- 小川清彦 - 教育学者。奈良教育大学名誉教授。東大阪大学学長。
- 高橋豪仁 - 体育学者。奈良教育大学教授。
- 鳥居春己 -  哺乳類学者。奈良教育大学教授。
- 金原正明 - 古文化財科学者・環境考古学学者。理科教育講座教授。
- 山岸公基 - 造形芸術学者・奈良教育大学教授。
- 大山明彦 - 文化財造形学者・奈良教育大学教授。
- 脇田宗孝 - 陶芸家。奈良教育大学名誉教授。
- 前田喜四雄 - 哺乳類学者。奈良教育大学名誉教授。
- 真鍋昌弘 - 日本文学研究者。奈良教育大学名誉教授。
- 森下純弘 - ハンドボール部監督。
- 安田寛 - 音楽学者。奈良教育大学教授。

## 著名な卒業生

### 政界
- 堀内俊夫 - 元参議院議員・環境庁長官・天理市長。
- 水岡俊一 - 参議院議員。

### 研究者・学者
- 明石要一 - 教育社会学者。千葉大学名誉教授、千葉敬愛短期大学学長。
- 石井隆之 - 英語教育者。
- 宇佐見太市 - 英文学者。関西大学教授（外国語学部初代学部長）。
- 久野弘幸 - 教育学者。中京大学教授。
- 田村吉永 - 日本史学者。元梅光女学院大学教授。
- 中村明蔵 - 日本史学者。鹿児島国際大学名誉教授。
- 西谷正 - 考古学者。九州大学名誉教授。九州歴史資料館館長、海の道むなかた館館長、糸島市立伊都国歴史博物館名誉館長。
- 林紀代美 - 地理学者・水産学者。金沢大学准教授。
- 原田隆史 - 教育問題研究者。ビジネス・ブレークスルー大学教授。
- 東正剛 - 生物学者。北海道大学名誉教授。
- 真鍋昌弘 - 日本文学研究者。奈良教育大学名誉教授。
- 真鍋祐子 - 社会学者。東京大学教授。
- 吉田武男 - 教育学者。筑波大学教授。
- 脇田宗孝- 陶芸家。奈良教育大学名誉教授。

### 文学
- 川村たかし - 児童文学作家。
- 津田清子 - 俳人。

### 芸術
- 稲垣飛鳥 - フルート奏者、料理研究家。
- 入日茜 - シンガーソングライター。
- 逢香 - 妖怪書家。
- 杉岡華邨 - 書家。
- 辻本史邑 - 書家。
- 永井セーラ - 作詞家。
- 中島宗晧 - 造形作家。宇都宮大学教授。
- 濵村美緒 - 美術工芸研究者。
- 真鍋井蛙 - 書家・篆刻家。
- 森本龍石 - 書家。

### 芸能
- 美馬利恵子 - 声優。
- 村田絵理 - 歌手・ファッションモデル。
- 森田展義 - 吉本新喜劇座員。
- 山内健司（かまいたち） - お笑い芸人。
- 上條沙恵子 - 声優・女優。

### スポーツ
- 穴井隆将- 柔道家 (大学院教育学研究科修了)。
- 野村忠宏 - 柔道家 (大学院教育学研究科修了)。
- 野々村聡子 - 元プロ野球選手。

### マスコミ
- 戸塚貴久子 - フリーアナウンサー。

### 財界
- 蔡焜燦 - 実業家。

### 宗教界
- 尾関宗園 - 僧侶　京都大徳寺大仙院閑栖。